# Прайоджана
Прайо́джана (Prayojana IAST)—  санскритський термін, що означає кінцеву мету, заради якої здійснюється дія. Поряд з самбандхою і абхідхеєю рпайоджана є одним з трьох основоположних понять гаудія-вайшнавского богослов'я, де використовується для позначення кінцевої, вищої мети життя - преми, або чистої любові до Крішни. 
У ведичній літературі говориться про вічні взаємини джива з Крішною. Відомості про ці взаємини називається самбандхою. Розуміння дживами цих взаємин і подальші дії на основі цього розуміння називаються абхідхея. Досягнення преми, або чистої любові до Крішни, і повернення в духовний світ, у товариство Крішни і його супутників — це кінцева мета життя, яка власне і називається прайоджана. У своїй книзі «Гаятри-махіма-мадхурі», Маханідхі Свамі пояснює: «Прайоджана - кінцеве призначення, заключний момент, висновок, необхідність чи об'єкт, на який спрямована діяльність у абхідхеї. Крішна-према - це те, чим завершується і на що спрямована вся діяльність у відданому служінні». 
У гаудія-вайшнавізм, Рагхунатха Даса Госвамі шанується як прайоджана-ачарья, тобто «той, хто власним прикладом вчить вищій меті людського життя». Божеством прайоджани є мурті Радга-Гопінатха у Вріндавані. 